# Mariusz Kujawa
Mariusz Kujawa (ur. 24 kwietnia 1967) – polski pięściarz, medalista mistrzostw kraju.
W lipcu 1984 roku w Poznaniu wziął udział w mistrzostwach Polski juniorów w kategorii 60 kg. W półfinale pokonał Piotra Gazarkiewicza, natomiast w finale zwyciężył Piotra Dreasa. Pod koniec marca 1985 wystartował w międzynarodowym turnieju do lat 19 organizowanym przez Gazetę Pomorską. W walce eliminacyjnej kategorii 63,5 kg pokonał Szweda Mikaela Nilssona, zaś w ćwierćfinale przegrał z Francuzem Guyem Vaste. Na początku czerwca został mistrzem Polski U-19, zwyciężając w finale kategorii 67 kg Krzysztofa Reuta.
We wrześniu 1985 był reprezentantem Polski na mistrzostwach świata juniorów w Bukareszcie. Wystartował w kategorii 67 kg i w pierwszej walce pokonał Craiga Phillipsa. W następnej rundzie doznał porażki w pojedynku z Kubańczykiem Juanem Carlosem Lemusem (późniejszym mistrzem olimpijskim), odpadając tym samym z turnieju.  W 1989 roku wywalczył swój jedyny medal mistrzostw Polski. W zawodach, które odbyły się w maju w Łodzi został wicemistrzem w kategorii 71 kg. W ćwierćfinale zwyciężył Jerzego Kaczmarka, w półfinale wygrał z Edwardem Strugałą. W decydującym o mistrzostwie pojedynku został pokonany przez Włodzimierza Zgierskiego.
Był wychowankiem i zawodnikiem Astorii Bydgoszcz. Reprezentował również barwy Zawiszy Bydgoszcz i Błękitnych Kielce. Będąc pięściarzem tego ostatniego klubu zdobył medal mistrzostw Polski.